# Alphonse-Jules Wauters
Pour les articles homonymes, voir Wauters.
Ne doit pas être confondu avec Alphonse Wauters.
Alphonse-Jules Wauters est géographe, critique d'art, professeur d’histoire de l’art  à l'Académie royale des Beaux-Arts de Belgique, né le 13 juin 1845 à Bruxelles, en Belgique, et mort le 25 mars 1916 à Bruxelles. Il est le frère du peintre Émile Wauters.

## Biographie
Sa vocation artistique comme critique d'art et professeur est plus tardive que celle de géographe. Et, en cette matière, le Congo belge est le pays qui l'a le plus intéressé. En 1884, il fonde le « Mouvement géographique »  pour lequel il assurera pendant 30 ans l'essentiel des publications bimensuelles. Cette revue contient toute l'histoire de la pénétration des belges au Congo, sans parler d'autres sujets géographiques sur les découvertes dans le monde à cette époque.
S'il connaissait la géographie du Congo il n'y est par contre jamais allé. Pourtant, si en 1885, il affirmait depuis la Belgique  que l'Ubangi et l'Uele étaient une seule et même rivière, il fallut attendre 5 ans pour qu'Alphonse Van Gele vienne établir avec certitude qu'il en était bien ainsi,.
L'affluent Mbomou et l'Uele se réunissent pour former l'Ubangi. Le Mbomou est la frontière entre la  République Centrafricaine et la République démocratique du Congo.   

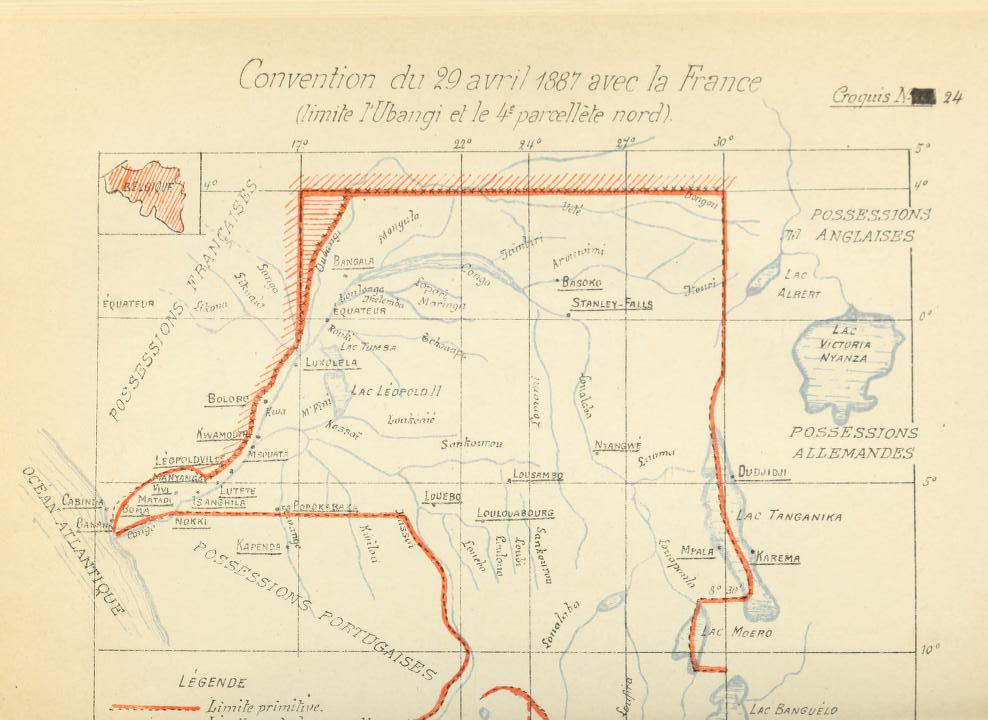
29 avril 1887 tracé des frontières

Le 29 avril 1887 cela permit de fixer la frontière nord de l'État indépendant du Congo au-delà du 4e parallèle jusqu'au cours de la rivière Mbomou, dont on ignorait le lien avec l'Ubangi lors des pré-accords sur les frontières à la Conférence de Berlin de 1885.

## Œuvres
- A. J. Wauters, L'Afrique centrale en 1522. Le lac Sachaf d'après Martin Hylacomilus et Gérard Mercator.  Quelques mots à propos de la doctrine sur la découverte de l'Afrique centrale au XVIe siècle, Bruxelles, 1879.  Ce livre contient une carte.
- A. J. Wauters, Le Zambèze : son histoire, son histoire, son bassin, ses produits, son avenir, Bruxelles 1879.
- A. J. Wauters, Un voyageur belge dans l'Afrique centrale.  Niger et Benue, par Ad. Burdo, Bruxelles, 1880.
- A. J. Wauters Le capitaine Cambier (Ernest François Cambier) et la première expédition de l'Association internationale africaine, Bruxelles, 1880.
- A. J. Wauters, L'éléphant d'Afrique et son rôle dans l'histoire de la civilisation africaine, Bruxelles, 1880.
- A. J. Wauters, Le Doudou ; souvenirs d'un fifre montois, Bruxelles, 1880.
- A. J. Wauters, Le Royaume des éléphants, Bruxelles, 1881.
- A. J. Wauters, Sur les bords du Tanganîka, Librairie C. Muquardt, Bruxelles, 1881.
- A. J. Wauters, La découverte de l'Amérique racontée par Pieter Devos, Bruxellois et compagnon de Christophe Colomb, Bruxelles, 1881
- A. J. Wauters, Le Congo et les Portugais, Typographie Mécanique de Veuve Vanderauwera, Bruxelles, 1883
- A.-J. Wauters, La peinture flamande, Paris, Librairies-imprimeries réunies, Ancienne Maison Quantin, coll. « Bibliothèque de l’enseignement des beaux-arts », 1883, 3e éd., 414 p. (lire en ligne).  Cet ouvrage fut couronné par l'Académie royale de Belgique.
- A. J. Wauters, Anvers ou Bruxelles ? Etude sur l’origine des écoles d’art en Belgique et sur l’évolution des artistes belges vers les milieux nationaux. Librairie Européenne C. Muquardt, Bruxelles, 1885.
- A.-J. Wauters, Le Congo au point de vue économique, Bruxelles, Institut national de géographie, 1885, 275 p. (lire en ligne)
- A.-J. Wauters, Le chemin de fer du Congo, Institut national de Géographie, 1887
- A.-J. Wauters, Stanley au secours d’Émin-Pacha, Paris, Maison Quantin, 1890, 424 p. (lire en ligne).  L'édition belge de cet ouvrage fut éditée par l'Institut national de Géographie à Bruxelles la même année.  Une carte y est ajoutée.
- A.-J. Wauters, Bibliographie du Congo 1880-1895 : Catalogue méthodique de 3 800 ouvrages, brochures, notices et cartes relatifs à l’histoire, à la géographie et à la colonisation du Congo, Bruxelles, Administration du mouvement géographique, 1895, 356 p. (lire en ligne)
- A. J. Wauters, Le relief du bassin du Congo et la genèse du fleuve, M. Weissenbruch, 1894.
- A.-J. Wauters, L’État indépendant du Congo, Bruxelles, Librairie Falk fils, 1899, 545 p. (lire en ligne)
- A. J. Wauters, Catalogue officiel de l'Exposition de la rétrospective de l'Art belge, G. Van Oest & Cie, Bruxelles, 1905.
- A. J. Wauters, Le chemin de fer de l'URUA 'Congo), 1910.
- A. J. Wauters, Histoire politique du Congo belge, 1911.
- A. J. Wauters, Le colonel Strauch, président de l'Association internationale du Congo, M. Weissnbruch, 1911.
- A. J. Wauters, Les transatlantiques dans le passé du bas Congo, M. Weissnbruch, 1914.
- A. J. Wauters, Voyage au Pays de l'ivoire avec dessins d'Alfred Ronner s.d.